# Disperse Orange 61
Disperse Orange 61 ist ein Monoazofarbstoff aus der Gruppe der Dispersionsfarbstoffe, der unter anderem im Textilbereich zum Färben von Polyesterfasern verwendet wird.

## Darstellung
Die Synthese von Disperse Orange 61 erfolgt durch Diazotierung von 2,6-Dibrom-4-nitroanilin und Kupplung des Diazoniumsalzes auf N-(2-Cyanoethyl)-N-ethylanilin.

## Trivial
Bei Anwesenheit von Disperse Orange 61 kann Disperse Orange 37/76/59 mittels HPLC/DAD-Technik bzw. DC-Densitometrie nicht zweifelsfrei nachgewiesen werden.

## Externe Links zu erwähnten Verbindungen
1. ↑  Externe Identifikatoren von bzw. Datenbank-Links zu 2,6-Dibrom-4-nitroanilin:  CAS-Nr.: 827-94-1, EG-Nr.: 212-577-8, ECHA-InfoCard: 100.011.434, GESTIS: 23060, PubChem: 13231, ChemSpider: 12676, Wikidata: Q27279324.
2. ↑  Externe Identifikatoren von bzw. Datenbank-Links zu N-(2-Cyanoethyl)-N-ethylanilin:  CAS-Nr.: 148-87-8, EG-Nr.: 205-728-4, ECHA-InfoCard: 100.005.209, PubChem: 8995, ChemSpider: 8647, Wikidata: Q27258902.